# Marek Dudzianiec
Marek Dudzianiec (ur. 1958) – polski koszykarz, występujący na pozycji środkowego, medalista mistrzostw Polski.

## Osiągnięcia
Drużynowe
- Wicemistrz Polski (1977)